# Filippo di Matteo Torelli
Filippo di Matteo Torelli (1409 – 1468) è stato un pittore e miniatore italiano attivo dal 1440, ideatore di un tipo di decorazione basato su arabeschi con putti.

## Biografia
Era un miniaturista fiorentino e nella Biblioteca Medicea Laurenziana di Firenze c'è un Evangelistarium finemente miniato da lui, con figure dell'Adorazione dei Re, della Crocifissione e della Resurrezione. In collaborazione con Zanobi Strozzi, illustrò alcuni libri di coro per la Cattedrale di Santa Maria del Fiore e per la Basilica di San Marco, a Firenze. Queste miniature furono un tempo erroneamente attribuite a Fra Benedetto, fratello del Beato Angelico.